# Omnis Studio
Omnis Studio è uno strumento di sviluppo rapido di applicazioni (Rapid application development) che consente a programmatori e sviluppatori di applicazioni di creare applicazioni aziendali, web e mobili per Windows, Linux, macOS, Android e iOS per tutti i settori aziendali.
Omnis  JavaScript Client consente agli sviluppatori di creare tutti i tipi di applicazioni Web e applicazioni mobili presentando un'interfaccia altamente funzionale nel browser Web desktop dell'utente o su tablet e dispositivi mobili. La logica aziendale e l'accesso al database in tali applicazioni Web e mobili sono gestiti dal server Omnis. Il server Omnis può anche fungere da hub tra database server, servizi basati su Java e .Net e client come Adobe Air & Flex, trasferendo dati sotto forma di servizi Web e XML.
Omnis Studio è un prodotto della Omnis Software. La comunità degli sviluppatori attiva in tutto il mondo condivide una mailing list e si incontra in conferenze tecniche, come l'EurOmnis in Europa.

## Storia di Omnis
- 1979: Paul Wright fonda Blyth Computers in Wenhaston, Suffolk, nel Regno Unito.
- 1982: Blyth pubblica "Omnis", uno strumento per applicazioni orientate ai dati per Apple II progettato da David Seaman e scritto usando il linguaggio Apple Pascal. Omnis è sviluppato anche usando l'ambiente UCSD Pascal che permette un semplice porting su altre macchine popolari in quel periodo. L'azienda è rinominata Blyth Software.
- 1984: Omnis 1, 2 e 3 escono nell'aprile del 1984. Omnis 1 ("il gestore dei file"), è progettato per consentire una facile manipolazione dei dati, per esempio dati non-relazionali. Omnis 2 ("il gestore delle informazioni"), è simile all'Omnis originario ma maggiormente programmabile. Omnis 3 ("il gestore del database") è progettato perché i programmatori possano costruire le loro proprie applicazioni personalizzate. Blyth Software produce anche una propria applicazione gestionale basata sul motore Omnis 3 per la gestione di piccole medie aziende. Omnis 3 è uno strumento orientato ai database cross-platform disponibile tanto su computer Apple quanto su computer IBM compatibili sotto sistema operativo MS-DOS.
- 1984: Blyth Software Inc. diventa un'azienda statunitense con uffici a San Matteo in California.
- 1985: In seguito al lancio del Macintosh da parte della Apple nel 1984, esce Omnis 3 Plus. La sede centrale nel Regno Unito è trasferita a Mitford House a Benhall, nel Suffolk.
- 1987: Esce Omnis Quartz, un ambiente con interfaccia grafica (GUI) per Windows della Microsoft. È fondata la Blyth Holdings Inc e quotata al NASDAQ. Esce  Blyth Craftware, una suite per la gestione della piccola media azienda.
- 1989: Esce Omnis 5, un ambiente cross-platform per sviluppare applicazioni su Windows e Mac.
- 1992/93/94: Escono Omnis 7 v1, v2 e v3, ambienti di sviluppo integrato (IDE) per accedere in modalità client/server ai database più diffusi fra cui Oracle, Sybase e Informix.
- 1997: Esce Omnis Studio v1, un nuovo ambiente di sviluppo cross-platform per Windows e Mac OS. L'azienda è rinominata Omnis Software.
- 1998: Esce Omnis Studio v2.
- 1999: Esce Omnis Studio v2.1 che include l'Omnis Web Client o "thin client" per realizzare applicazioni su browser via Web.
- 1999: Prima versione "Omnis Studio per Linux" che rende Omnis un RAD tools disponibile sotto Linux, Windows e Mac.
- 2000: È reso disponibile Omnis Studio v3. Omnis Software si fonde con PICK Systems per diventare Raining Data Corporation.
- 2004: Esce Omnis Studio v4 che supporta anche MySQL, JDBC e gli oggetti Java.
- 2005: Omnis Studio v4.1 con il supporto per Unicode.
- 2006: Omnis Studio 4.2 con supporto nativo per Mac-Intel e l'introduzione del componente per gli Web service.
- 2007: Omnis Studio Version 4.3 con supporto alle piattaforme Windows Vista e Mac OS 10.5 (Leopard).
- 2008: Omnis Studio 4.3.1. La holding è rinominata TigerLogic Corporation.
- 2009: A settembre esce Omnis Studio 5.0 che include lo sviluppo di applicazioni per Windows Mobile e il pieno supporto a Unicode.
- 2010: Esce Omnis Studio 5.1 che include il supporto alle piattaforme iOS.
- 2012: La nuova release Omnis Studio 5.2.2 include JSClient: un client Web basato su JavaScript per applicazioni su browser per desktop e dispositivi mobili, fra cui quelli con sistemi operativi Android e iOS.
- 2013: Esce Omnis Studio 6.0 che comprende alcuni importanti aggiornamenti del JavaScript Client tra cui: nuovi wrapper per creare app mobili standalone, nuovi controlli per accedere alle funzionalità del dispositivo, nuovi controlli JavaScript e il multitasking negli oggetti che usano SQL Worker.
- 2014: A febbraio è reso disponibile Omnis Studio 6.0.2 con il nuovo SDK (Software development kit) per costruire i propri oggetti JavaScript integrandoli nell'ambiente Omnis Studio.
- 2016: Il 31/03/2016 esce Omnis Studio 8.0 con il supporto a 64-bit e a Cocoa per Omnis Studio su OS X, con la possibilità di usare componenti HTML nelle classi Windows per le applicazioni desktop, con funzionalità di Drag e Drop per i client JavaScript, con un nuovo "Code Assistant" come aiuto nella scrittura dei metodi e con nuove funzionalità del browser di Omnis Studio. Il 20 di ottobre 2016 esce la versione 8.0.2 con un nuovo wrapper per le app mobili su Windows 10.
- 2017: in agosto è resa disponibile la release 8.1 con il supporto a GIT, i controlli JSON, le notifiche push per le app mobili, le form responsive, il server "headless" per Linux.
- 2018: in gennaio esce Omnis Studio 10 che presenta un nuovo Editor dei Metodi di tipo free-type e un nuovo Assistente alla Codifica, il supporto all'Accessibilità conforme allo standard WCAG 2.0, uno strumento di migrazione dal datafile di Omnis, nuovi componenti JavaScript e fat client, il supporto al debugging remoto, una nuova classe oggetto remota, nuovi oggetti Worker che supportano: Node.JS JavaScript, POP3, Crypto, Hash e FTP.
- 2019: in settembre è resa disponibile la versione 10.1 con componenti JavaScript nuovi e aggiornati per favorire una migliore interazione con l'utente, nuove animazioni per le app desktop, miglioramenti all'assistente di codice (corrispondenza del nome del metodo), debug più facile con il nuovo pannello delle variabili, listi dei worker SQL, miglioramenti nella gestione delle sessioni delle app Web, interazione dell'utente con app mobili con nuovi messaggi "toast", supporto dello standard FHIR per applicazioni mediche.
- 2020: in novembre è resa disponibile la versione 10.2 con supporto per i temi JS Client, icone SVG, assistenza al posizionamento per l'allineamento degli oggetti visuali, progettazione visuale Web WYSIWYG,  nuovo pulsante di divisione JS e l'ulteriore miglioramento del code editor incluso il code folding.  Il server Linux Headless può ora essere utilizzato in modalità MultiProcess Server (MPS), che può sfruttare i processori multi-core sul server e migliorare le prestazioni delle applicazioni server, web e mobili. La versione 10.2 apporta alle applicazioni fat client: il campo Token Entry, per esempio per formattare automaticamente i campi di visualizzazione dei destinatari delle e-mail, il nuovo controllo breadcrumb, il controllo migliorato delle caselle di controllo, i pannelli laterali, i messaggi di avviso popup, il supporto migliorato del drag & drop per i file di sistema. Per i servizi Web si ha il supporto a Open API 3.0.0 e Swagger 2.0. Si è resa ancora più semplice la localizzazione di applicazioni remote.
- 2023: in maggio è resa disponibile la versione 11. Il layout e l'aspetto generale di Studio Browser sono stati resi più facili da usare e da navigare; nel Property Manager le proprietà comuni per un oggetto appaiono in un nuovo pannello superiore; il Component Store è stato completamente ridisegnato con i componenti raggruppati in un pannello verticale; è stata aggiunta una colonna extra alla finestra Catalogo per mostrare i valori nella scheda attualmente selezionata; c'è un nuovo editor per il file di configurazione di Omnis; è presente il controllo dell'ortografia in modalità progettazione e nei moduli desktop dell'utente finale; ora supporta più operazioni Annulla e Ripeti; e temi e colori IDE sono stati adattati per supportare la modalità oscura in Windows e macOS. Sono stati aggiunti e migliorati molti componenti.